# 拉瓦克里 (瓦兹省)
拉瓦克里（法語：Lavacquerie，法語發音：[lavakʁi]）是法国瓦兹省的一个市镇，属于博韦区。

## 地理
拉瓦克里（49°40'53"N, 2°5'35"E）面积8.28 平方千米，位于法国上法蘭西大區瓦兹省，该省份为法国北部内陆省份，北起索姆省，西接厄尔省和滨海塞纳省，南至塞纳-马恩省和瓦兹河谷省，东临埃纳省。
与拉瓦克里接壤的市镇（或旧市镇、城区）包括：博代迪、卡特、塞勒河畔克鲁瓦西、方丹-博讷洛、勒梅尼勒孔特维尔、贝勒斯、图瓦。

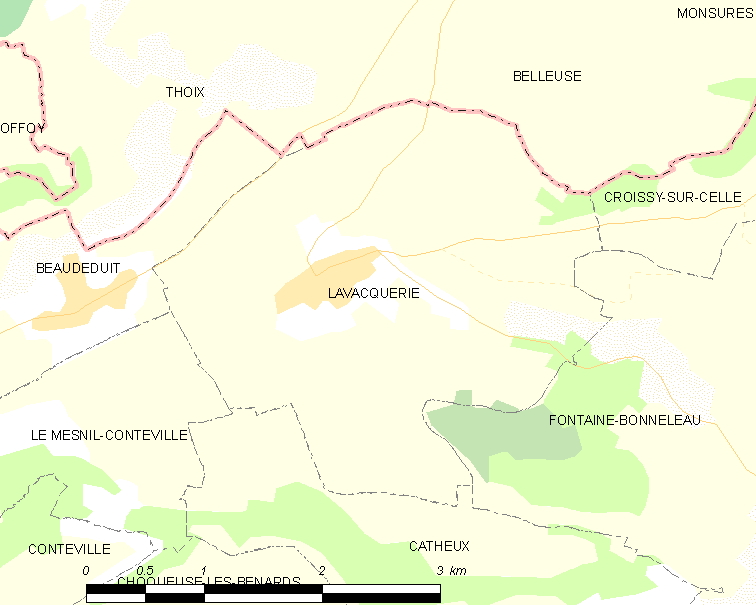
的OSM定位图

拉瓦克里的时区为UTC+01:00、UTC+02:00（夏令时）。

## 行政
拉瓦克里的邮政编码为60120，INSEE市镇编码为60353。

## 政治
拉瓦克里所属的省级选区为格朗维利耶县。

## 人口

1962-2008年间人口变化图示

拉瓦克里于2022年1月1日时的人口数量为185人。